# Alex Zamm
Alexander Zamm (Woodstock, Nueva York; 14 de junio de 1967) es un director de cine y guionista estadounidense. Zamm ha dirigido películas como Mi cita con la hija del presidente, El Hada de los Dientes 2, El Perro y el Pauper, Dr. Dolittle: Million Dollar Mutts, RL Stine's: The Haunting Hour, Snow y El Pájaro Loco. La mayor parte de su obra se ha difundido a través de televisión, vídeo directo o streaming.

## Filmografía

### Películas
| Año  | Película                                | Notas                       |
| ---- | --------------------------------------- | --------------------------- |
| 1998 | Chairman of the Board                   | Also writer                 |
| 1998 | My Date with the President's Daughter   | Also writer Television film |
| 1998 | The Pooch and the Pauper                | Television film             |
| 2000 | The Bogus Witch Project                 | Producer only               |
| 2003 | Inspector Gadget 2                      | Also writer Direct-to-DVD   |
| 2004 | Snow                                    | Television film             |
| 2007 | The Haunting Hour: Don't Think About It | Direct-to-DVD               |
| 2009 | Dr. Dolittle: Million Dollar Mutts      | Direct-to-DVD               |
| 2010 | Marvin the Martian                      | 3D Test Short               |
| 2011 | Beverly Hills Chihuahua 2               | Direct-to-DVD               |
| 2012 | Tooth Fairy 2                           | Direct-to-DVD               |
| 2014 | The Little Rascals Save the Day         | Also writer Direct-to-DVD   |
| 2014 | A Royal Christmas                       | Television film             |
| 2014 | Jingle All the Way 2                    | Direct-to-DVD               |
| 2015 | Crown for Christmas                     | Television film             |
| 2017 | A Christmas Prince                      | Streaming film              |
| 2017 | Christmas in Evergreen                  | Television film             |
| 2017 | Woody Woodpecker                        | Also writer and co-producer |
| 2019 | Paris, Wine, & Romance                  | Television film             |
| 2021 | Under Wraps                             | Also writer Television film |
| 2022 | Under Wraps 2                           | Television film             |

### Televisión
| Año       | Película                       | Notas                                      |
| --------- | ------------------------------ | ------------------------------------------ |
| 1990      | Monstruos                      | TELEVISOR                                  |
| 1992      | ¡Genial Scott!                 | TELEVISOR                                  |
| 1995      | Inconveniencia                 | Piloto (MTV)                               |
| 1995      | La vida con Louie              | Escritor Serie de televisión               |
| 1996      | Enfriadores de huesos          | Escritor (2 episodios) Serie de televisión |
| 2000      | Brigada de Ciudadanos Honestos | Serie de televisión                        |
| 2010      | La cocina de Woodie            | Piloto                                     |
| 2014      | Perro con un blog              | 3 episodios Serie de televisión            |
| 2014      | Los Thundermans                | 1 episodio Serie de televisión             |
| 2018-2022 | Pájaro Loco                    | Serie web Revelador                        |
| 2024      | Los Baxter                     | 12 episodios Series en streaming           |

## Reconocimientos
Festival de Cine de Cannes
| Año  | Película | Categoría                          | Resultado |
| ---- | -------- | ---------------------------------- | --------- |
| 1987 | Maestro  | Palma de Oro al Mejor Cortometraje | Nominada  |